# Cousances-les-Forges
Cousances-les-Forges  ist eine französische Gemeinde mit 1.644 Einwohnern (Stand: 1. Januar 2022) im Département Meuse in der Region Grand Est (bis 2015 Lothringen). Sie gehört zum Arrondissement Bar-le-Duc und zum Kanton Ancerville.

## Geografie
Cousances-les-Forges liegt 20 Kilometer südwestlich von Bar-le-Duc. Umgeben wird Cousances-les-Forges von den Nachbargemeinden Rupt-aux-Nonains im Norden und Nordosten, Aulnois-en-Perthois im Nordosten und Osten, Savonnières-en-Perthois im Osten und Südosten, Narcy im Süden, Chamouilley im Westen sowie Ancerville im Nordwesten.
An der Nordgrenze der Gemeinde verläuft die Route nationale 4.

## Geschichte
Im Jahr 1965 wurden die Gemeinden Cousances-aux-Forges und Cousancelles zusammengeschlossen.

### Bevölkerungsentwicklung
| Jahr                       | 1962 | 1968 | 1975 | 1982 | 1990 | 1999 | 2006 | 2012 | 2019 |
| Einwohner                  | 1319 | 1694 | 1883 | 1890 | 1828 | 1716 | 1704 | 1707 | 1680 |
| Quellen: Cassini und INSEE |      |      |      |      |      |      |      |      |      |

## Sehenswürdigkeiten
- Kirche Saint-Memmie in Cousances
- Kirche Notre-Dame de l'Assomption in Cousancelles
- Schloss L'Isle, Monument historique

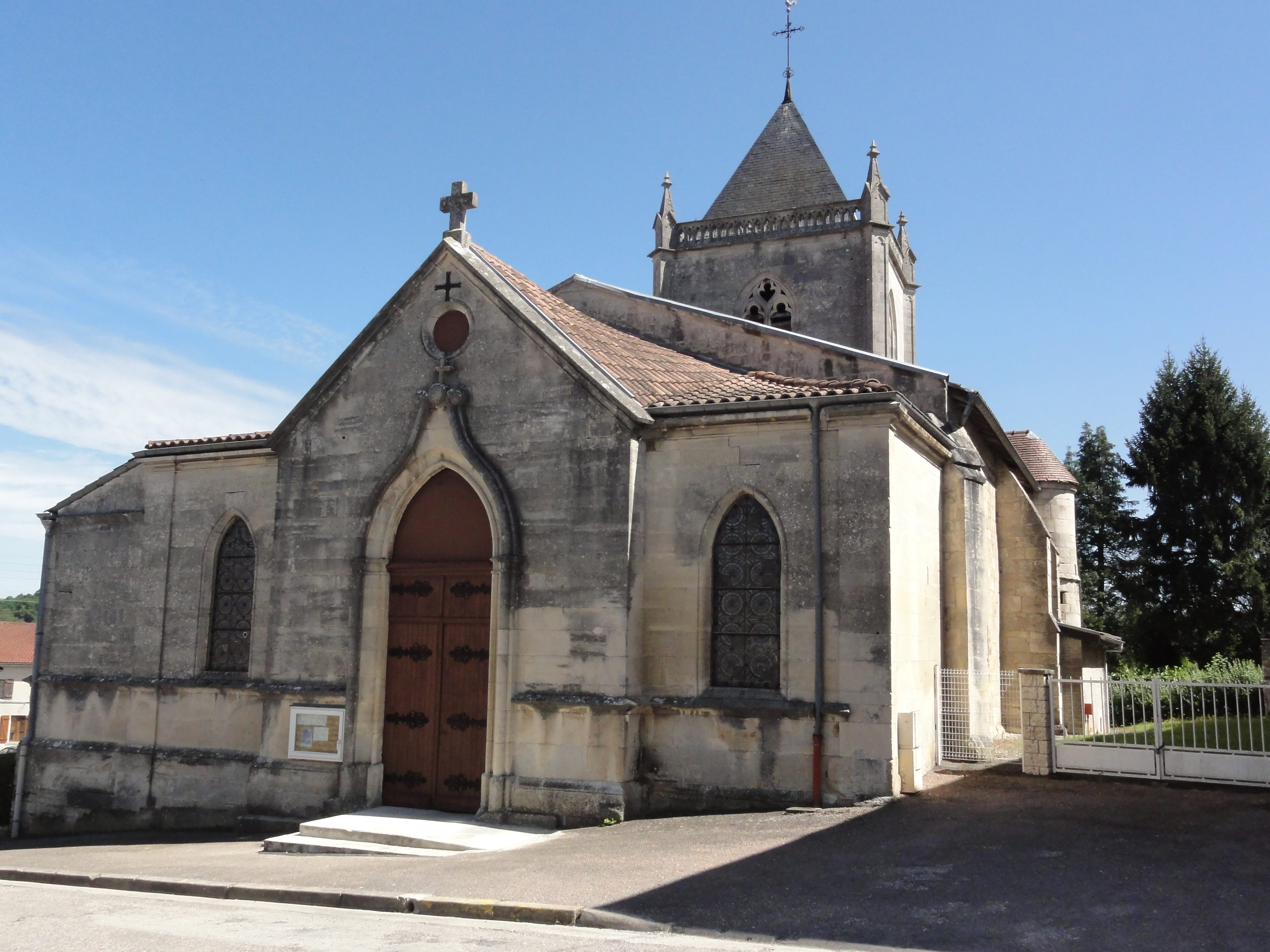
Kirche Saint-Memmie